# Lawretta Ozoh
Lawretta Ozoh (née le 5 septembre 1990 à Lagos) est une athlète nigériane, spécialiste des épreuves de sprint.

## Biographie
Lors des Championnats d'Afrique 2012, à Porto-Novo au Bénin, Lawretta Ozoh se classe deuxième de l'épreuve du 200 mètres, en 22 s 93 derrière sa compatriote Gloria Asumnu. Elle remporte le titre continental du relais 4 × 100 m, aux côtés de Christy Udoh, Gloria Asumnu et Damola Osayemi, en établissant un nouveau record des championnats en 43 s 21.
En 2014, lors des Jeux du Commonwealth se déroulant à Glasgow en Écosse, elle remporte la médaille d'argent du relais 4 × 100 m en compagnie de Gloria Asumnu, Blessing Okagbare et Dominique Duncan.

### Palmarès
| Date | Compétition            | Lieu        | Résultat | Épreuve   | Temps   |
| ---- | ---------------------- | ----------- | -------- | --------- | ------- |
| 2012 | Championnats d'Afrique | Porto-Novo  | 2e       | 200 m     |         |
| 2012 | Championnats d'Afrique | Porto-Novo  | 1re      | 4 × 100 m |         |
| 2014 | Jeux du Commonwealth   | Glasgow     | 2e       | 4 × 100 m | 42 s 92 |
| 2014 | Championnats d'Afrique | Marrakech   | 1re      | 4 × 100 m | 43 s 56 |
| 2015 | Jeux africains         | Brazzaville | 3e       | 200 m     | 23 s 37 |
| 2015 | Jeux africains         | Brazzaville | 1re      | 4 × 100 m |         |

### Records
| Épreuve | Performance | Lieu    | Date         |
| ------- | ----------- | ------- | ------------ |
| 100 m   | 11 s 19     | Calabar | 19 juin 2012 |
| 200 m   | 22 s 73     | Calabar | 23 juin 2012 |